# Virginia Gregg
Virginia Gregg (Harrisburg, 6 marzo 1916 – Los Angeles, 15 settembre 1986) è stata un'attrice statunitense.
Recitò in oltre 40 film dal 1946 al 1986 e apparve in oltre 160 produzioni televisive dal 1952 al 1983. Esordì nel 1946, non accreditata, con una piccola parte in Notorious - L'amante perduta di Alfred Hitchcock.

## Biografia
Virginia Gregg nacque a Harrisburg, in Illinois, il 6 marzo 1916. Era la figlia della musicista Dewey Alphaleta e dell'uomo d'affari Edward William Gregg. Cominciò a lavorare da giovane in radio nei primi anni 40 in serie radiofoniche di successo (tra cui Gunsmoke, Suspense, Yours Truly Johnny Dollar e Richard Diamond), prima di collezionare qualche comparsa, non accreditata, in diverse pellicole cinematografiche, alcune anche di successo. Nei primi anni 50, durante il boom del periodo d'oro della televisione statunitense, cominciò a prendere parte a decine di episodi delle più note serie televisive del periodo, tra cui anche serie antologiche come Alfred Hitchcock presenta, Crossroads e The Joseph Cotten Show.
Fu una delle interpreti - nel ruolo del maggiore Edna Heywood - di Operazione sottoveste, brillante commedia del 1959 di Blake Edwards.
Nel 1960 fu scelta ancora da Hitchcock e prestò la sua voce al personaggio della madre di Norman Bates in Psyco.
Morì a Encino, in California, il 15 settembre 1986 a 70 anni e fu cremata.

## Filmografia

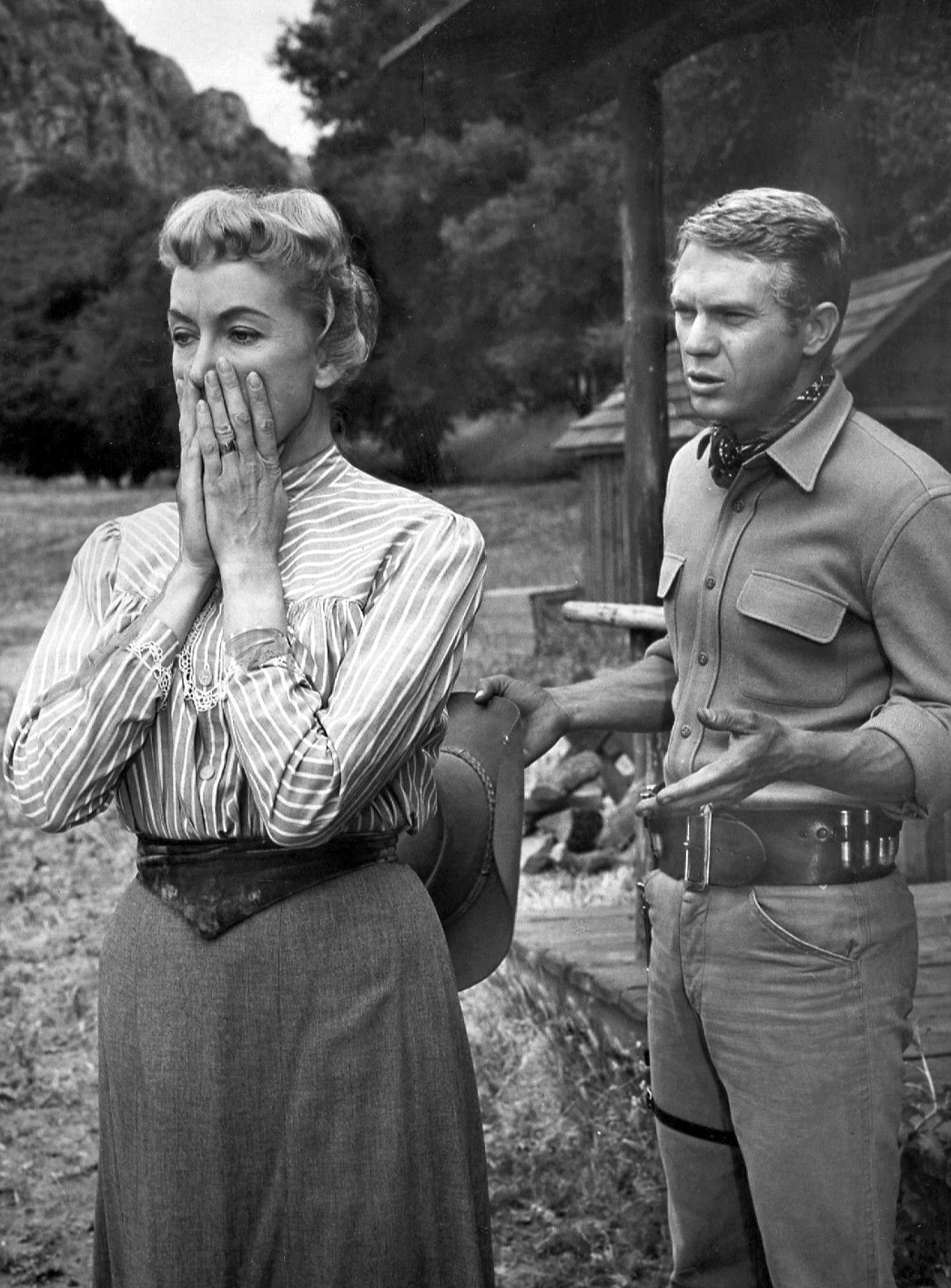
Virginia Gregg nella serie Ricercato vivo o morto accanto a Steve McQueen.

### Cinema
- Notorious - L'amante perduta (Notorious), regia di Alfred Hitchcock (1946)
- Anima e corpo (Body and Soul), regia di Robert Rossen (1947)
- Barriera invisibile (Gentleman's Agreement), regia di Elia Kazan (1947)
- Casbah, regia di John Berry (1948)
- The Amazing Mr. X, regia di Bernard Vorhaus (1948)
- The Gay Intruders, regia di Ray McCarey (1948)
- Furia e passione (Flesh and Fury), regia di Joseph Pevney (1952)
- Mandato di cattura (Dragnet), regia di Jack Webb (1954)
- L'amore è una cosa meravigliosa (Love Is a Many-Splendored Thing), regia di Henry King (1955)
- Piangerò domani (I'll Cry Tomorrow), regia di Daniel Mann (1955)
- Quando la gang colpisce (Terror at Midnight), regia di Franklin Adreon (1956)
- Delitto nella strada (Crime in the Streets), regia di Don Siegel (1956)
- La pistola sepolta (The Fastest Gun Alive), regia di Russell Rouse (1956)
- The D.I., regia di Jack Webb (1957)
- La città del ricatto (Portland Exposé), regia di Harold D. Schuster (1957)
- Il capitano dei mari del sud (Twilight for the Gods), regia di Joseph Pevney (1958)
- Inferno sul fondo (Torpedo Run), regia di Joseph Pevney (1958)
- L'albero degli impiccati (The Hanging Tree), regia di Delmer Daves (1959)
- Sei colpi in canna (Hound-Dog Man), regia di Don Siegel (1959)
- Operazione sottoveste (Operation Petticoat), regia di Blake Edwards (1959)
- Psyco (Psycho), regia di Alfred Hitchcock (1960)
- I giovani cannibali (All the Fine Young Cannibals), regia di Michael Anderson (1960)
- Man-Trap, regia di Edmond O'Brien (1961)
- Rivolta al braccio D (House of Women), regia di Walter Doniger e, non accreditato, Crane Wilbur (1962)
- Shoot Out at Big Sag, regia di Roger Kay (1962)
- Quella nostra estate (Spencer's Mountain), regia di Delmer Daves (1963)
- Il mistero del castello (The Kiss of the Vampire), regia di Don Sharp (1963)
- Il boia è di scena (Two on a Guillotine), regia di William Conrad (1965)
- Joy in the Morning, regia di Alex Segal (1965)
- Posta grossa a Dodge City (A Big Hand for the Little Lady), regia di Fielder Cook (1966)
- The Bubble, regia di Arch Oboler (1966)
- Squadra omicidi, sparate a vista! (Madigan), regia di Don Siegel (1968)
- Il pistolero di Dio (Heaven with a Gun), regia di Lee H. Katzin (1969)
- Quel fantastico assalto alla banca (The Great Bank Robbery), regia di Hy Averback (1969)
- Passeggiata sotto la pioggia di primavera (A Walk in the Spring Rain), regia di Guy Green (1970)
- Airport 75 (Airport 1975), regia di Jack Smight (1974)
- No Way Back, regia di Fred Williamson (1976)
- Goodbye, Franklin High, regia di Mike MacFarland (1978)
- S.O.B., regia di Blake Edwards (1981)
- Psycho II, regia di Richard Franklin (1983)
- Psycho III, regia di Anthony Perkins (1986)

### Televisione
- The Public Defender – serie TV, un episodio (1955)
- Dragnet – serie TV, 10 episodi (1952-1955)
- Lux Video Theatre – serie TV, un episodio (1956)
- Cavalcade of America – serie TV, 2 episodi (1956)
- Jane Wyman Presents The Fireside Theatre – serie TV, 2 episodi (1955-1956)
- Wire Service – serie TV, episodi 1x05-1x14 (1956-1957)
- Alfred Hitchcock presenta (Alfred Hitchcock Presents) – serie TV, 4 episodi (1955-1957)
- The Lineup – serie TV, 2 episodi (1955-1957)
- On Trial – serie TV, 2 episodi (1956-1957)
- Lassie – serie TV, un episodio (1957)
- Crossroads – serie TV, episodio 2x28 (1957)
- Le avventure di Charlie Chan (The New Adventures of Charlie Chan) – serie TV, un episodio (1957)
- Colt .45 – serie TV, un episodio (1957)
- Mr. Adams and Eve – serie TV, episodio 2x18 (1958)
- Tombstone Territory – serie TV, un episodio (1958)
- Trackdown – serie TV, un episodio (1958)
- Richard Diamond (Richard Diamond, Private Detective) – serie TV, un episodio (1958)
- Panico (Panic!) – serie TV, episodio 2x01 (1958)
- The Court of Last Resort – serie TV, episodio 1x26 (1958)
- State Trooper – serie TV, 3 episodi (1958)
- Hi, Grandma! – film TV (1958)
- Jefferson Drum – serie TV, un episodio (1958)
- Il tenente Ballinger (M Squad) – serie TV, un episodio (1958)
- The Jack Benny Program – serie TV, un episodio (1958)
- Schlitz Playhouse of Stars – serie TV, un episodio (1958)
- Avventure in elicottero (Whirlybirds) – serie TV, un episodio (1959)
- Goodyear Theatre – serie TV, 3 episodi (1957-1959)
- Behind Closed Doors – serie TV, un episodio (1959)
- Mike Hammer – serie TV, 2 episodi (1958-1959)
- Sugarfoot – serie TV, episodi 1x17-2x20 (1958-1959)
- Ricercato vivo o morto (Wanted: Dead or Alive) – serie TV, episodi 1x16-2x02 (1958-1959)
- Philip Marlowe – serie TV, episodio 1x01 (1959)
- Captain David Grief – serie TV, un episodio (1959)
- I detectives (The Detectives) – serie TV, episodio 1x03 (1959)
- Wichita Town – serie TV, episodio 1x06 (1959)
- Bourbon Street Beat – serie TV, episodio 1x15 (1960)
- The Man from Blackhawk – serie TV, un episodio (1960)
- Bronco – serie TV, un episodio (1960)
- The Barbara Stanwyck Show – serie TV, un episodio (1960)
- La valle dell'oro (Klondike) – serie TV, episodio 1x03 (1960)
- The Deputy – serie TV, un episodio (1960)
- The Westerner – serie TV, un episodio (1960)
- Scacco matto (Checkmate) – serie TV, episodio 1x16 (1961)
- The Americans – serie TV, episodio 1x01 (1961)
- The Rebel – serie TV, un episodio (1961)
- Maverick – serie TV, 3 episodi (1958-1961)
- Bat Masterson – serie TV, un episodio (1961)
- I racconti del West (Zane Grey Theater) – serie TV, 2 episodi (1958-1961)
- Thriller – serie TV, episodio 1x32 (1961)
- Avventure in paradiso (Adventures in Paradise) – serie TV, episodio 3x07 (1961)
- The New Breed – serie TV, episodio 1x14 (1962)
- Have Gun - Will Travel – serie TV, 2 episodi (1958-1962)
- Lawman – serie TV, un episodio (1962)
- General Electric Theater – serie TV, 5 episodi (1953-1962)
- Il colonnello Montgomery Klaxon (Calvin and the Colonel) – serie TV, 26 episodi (1961-1962)
- Sam Benedict – serie TV, un episodio 1962)
- Going My Way – serie TV, episodio 1x08 (1962)
- Make Room for Daddy – serie TV, 4 episodi (1955-1962)
- Hawaiian Eye – serie TV, 3 episodi (1961-1962)
- The Wide Country – serie TV, episodio 1x20 (1963)
- Empire – serie TV, un episodio (1963)
- Undicesima ora (The Eleventh Hour) – serie TV, 2 episodi (1963)
- The Third Man – serie TV, un episodio (1963)
- La legge del Far West (Temple Houston) – serie TV, episodio 1x08 (1963)
- Indirizzo permanente (77 Sunset Strip) – serie TV, 4 episodi (1961-1964)
- Sotto accusa (Arrest and Trial) – serie TV, episodio 1x22 (1964)
- Ai confini della realtà (The Twilight Zone) – serie TV, 2 episodi (1963-1964)
- Gli uomini della prateria (Rawhide) – serie TV, 3 episodi (1959-1964)
- Breaking Point – serie TV, 2 episodi (1963-1964)
- The Crisis (Kraft Suspense Theatre) – serie TV, un episodio (1964)
- The Fisher Family – serie TV, un episodio (1964)
- Carovane verso il west (Wagon Train) – serie TV, 2 episodi (1963-1964)
- Bonanza – serie TV, episodio 6x05 (1964)
- The Farmer's Daughter – serie TV, un episodio (1964)
- Il mio amico marziano (My Favorite Martian) – serie TV, un episodio (1965)
- Hazel – serie TV, 5 episodi (1962-1965)
- Wendy and Me – serie TV, un episodio (1965)
- L'ora di Hitchcock (The Alfred Hitchcock Hour) – serie TV, 3 episodi (1963-1965)
- Il fuggiasco (The Fugitive) – serie TV, un episodio (1965)
- La leggenda di Jesse James (The Legend of Jesse James) – serie TV, un episodio (1965)
- Io e i miei tre figli (My Three Sons) – serie TV, episodi 6x02-6x03 (1965)
- Camp Runamuck – serie TV, un episodio (1965)
- Perry Mason – serie TV, 4 episodi (1958-1965)
- La famiglia Addams (The Addams Family) – serie TV, un episodio (1965)
- Ben Casey – serie TV, 7 episodi (1962-1966)
- Il dottor Kildare (Dr. Kildare) – serie TV, 3 episodi (1961-1966)
- Agenzia U.N.C.L.E. (The Girl from U.N.C.L.E.) – serie TV, episodio 1x07 (1966)
- I sentieri del west (The Road West) – serie TV, episodio 1x28 (1967)
- Il grande teatro del west (The Guns of Will Sonnett) – serie TV, un episodio (1967)
- I giorni di Bryan (Run for Your Life) – serie TV, un episodio (1967)
- Gli Erculoidi (The Herculoids) – serie TV, un episodio (1967-1969)
- Daniel Boone – serie TV, un episodio (1968)
- Prescription: Murder – film TV (1968)
- Sui sentieri del West (The Outcasts) – serie TV, episodio 1x05 (1968)
- The Night Before Christmas – film TV (1968)
- Vita da strega (Bewitched) – serie TV, un episodio (1969)
- Gunsmoke – serie TV, 7 episodi (1958-1969)
- Dragnet 1966 – film TV (1969)
- La grande vallata (The Big Valley) – serie TV, 2 episodi (1967-1969)
- Formula per un delitto (Along Came a Spider) – film TV (1970)
- Il virginiano (The Virginian) – serie TV, 4 episodi (1964-1970)
- Quarantined, regia di Leo Penn – film TV (1970)
- Dragnet 1967 – serie TV, 13 episodi (1967-1970)
- I nuovi medici (The Bold Ones: The New Doctors) – serie TV, 2 episodi (1969-1970)
- The Other Man – film TV (1970)
- Il rifugio del corvo (Crowhaven Farm) – film TV (1970)
- The Bold Ones: The Lawyers – serie TV, un episodio (1970)
- Bracken's World – serie TV, un episodio (1970)
- D.A.: Conspiracy to Kill – film TV (1971)
- Mannix – serie TV, 2 episodi (1969-1971)
- Mod Squad, i ragazzi di Greer (The Mod Squad) – serie TV, 3 episodi (1968-1971)
- Los Angeles: ospedale nord (The Interns) – serie TV, un episodio (1971)
- Insight – serie TV, 2 episodi (1968-1971)
- Missione impossibile (Mission: Impossible) – serie TV, un episodio (1971)
- The D.A. – serie TV, un episodio (1971)
- O'Hara, U.S. Treasury – serie TV, 2 episodi (1971)
- Difesa a oltranza (Owen Marshall, Counselor at Law) – serie TV, un episodio (1971)
- Una storia allucinante (The Night Stalker) – film TV (1972)
- Due onesti fuorilegge (Alias Smith and Jones) – serie TV, un episodio (1972)
- Love, American Style – serie TV, un episodio (1972)
- The ABC Saturday Superstar Movie – serie TV, un episodio (1972)
- All My Darling Daughters – film TV (1972)
- Sesto senso (The Sixth Sense) – serie TV, un episodio (1972)
- Hec Ramsey – serie TV, un episodio (1973)
- The Stranger – film TV (1973)
- Chase – film TV (1973)
- Kung Fu – serie TV, un episodio (1973)
- Butch Cassidy – serie TV (1973) (voice)
- Yogi's Gang – serie TV, 3 episodi (1973)
- Run, Joe, Run – serie TV, un episodio (1974)
- Chase – serie TV, un episodio (1974)
- Sulle strade della California (Police Story) – serie TV, un episodio (1974)
- Apple's Way – serie TV, un episodio (1974)
- These Are the Days – serie TV (1974) (voice)
- Happy Days – serie TV, episodio 2x03 (1974)
- Cannon – serie TV, 3 episodi (1973-1974)
- Ironside – serie TV, 4 episodi (1969-1974)
- Marcus Welby (Marcus Welby, M.D.) – serie TV, 2 episodi (1972-1974)
- Kolchak: The Night Stalker – serie TV, un episodio (1974)
- Attack on Terror: The FBI vs. the Ku Klux Klan – film TV (1975)
- You Lie So Deep, My Love – film TV (1975)
- Agenzia Rockford (The Rockford Files) – serie TV, un episodio (1975)
- Adam-12 – serie TV, 6 episodi (1970-1975)
- L'uomo da sei milioni di dollari (The Six Million Dollar Man) – serie TV, 3 episodi (1974-1975)
- State Fair – film TV (1976)
- Squadra emergenza (Emergency!) – serie TV, 8 episodi (1972-1976)
- S.W.A.T. – serie TV, un episodio (1976)
- Clue Club – serie TV (1976)
- Il ricco e il povero (Rich Man, Poor Man - Book II) – serie TV, un episodio (1976)
- Le strade di San Francisco (The Streets of San Francisco) – serie TV, 3 episodi (1975-1977)
- L'uomo di Atlantide (Man from Atlantis) – serie TV, un episodio (1977)
- A Flintstone Christmas – film TV (1977)
- Pepper Anderson agente speciale (Police Woman) – serie TV, 3 episodi (1974-1977)
- Una famiglia americana (The Waltons) – serie TV, 2 episodi (1976-1978)
- Sam – serie TV, un episodio (1978)
- Richie Brockelman, Private Eye – serie TV, un episodio (1978)
- Project UFO – serie TV, 2 episodi (1978)
- Little Women – serie TV, un episodio (1978)
- Lou Grant – serie TV, un episodio (1979)
- Charlie's Angels - serie TV, episodio 4x14 (1980)
- Evita Peron – miniserie TV (1981)
- Nashville detective (Concrete Cowboys) – serie TV, un episodio (1981)
- Space Stars – serie TV (1981)
- The 25th Man – film TV (1982)
- Amore proibito (Forbidden Love) – film TV (1982)
- Trapper John (Trapper John, M.D.) – serie TV, un episodio (1983)
- Dynasty – serie TV, un episodio (1983)

## Doppiatrici italiane
- Lydia Simoneschi in Delitto nella strada, Il boia è di scena
- Clelia Bernacchi in L'amore è una cosa meravigliosa
- Tina Lattanzi in Il capitano dei mari del sud
- Wanda Tettoni in L'albero degli impiccati
- Dhia Cristiani in Operazione sottoveste
- Ria Saba in Quella nostra estate
- Laura Rizzoli in Il pistolero di Dio
- Cristina Grado in Project UFO (ep. 1x04)
- Angela Cavo in Project UFO (ep. 1x13)
- Anna Marchesini in Happy Days (ep. 5x23)
- Franca Lumachi in Charlie's Angels

Da doppiatrice è sostituita da:
- Wanda Tettoni in Psyco
- Elena Magoia in Psycho II
- Anna Miserocchi in Psycho III